# Reamonn
Reamonn war eine deutsche Rockband, die im Frühjahr 2000 durch ihren Hit Supergirl bekannt wurde. Gründer und Frontmann Rea Garvey ist seit der Bandauflösung 2010 erfolgreich als Solokünstler tätig. 

## Geschichte

Bandlogo

1998 kam der ehemalige Sänger und Gitarrist der Reckless Pedestrians, Rea Garvey, aus Irland nach Deutschland. Er schlug sich erst als T-Shirt-Verkäufer auf Festivals durch und spielte als Alleinunterhalter in Pubs. Anschließend zog er in die Nähe von Wilhelmsdorf im Landkreis Ravensburg und gab eine Zeitungsannonce („Sänger sucht Band für Platte und Tour“) auf, worauf sich Mike Gommeringer, Sebastian Padotzke, Uwe Bossert und Philipp Rauenbusch meldeten. Offiziell schlossen sie sich im November 1998 zusammen. Der Name der Band stammt von der irischen Form von Garveys Vornamen (Réamonn). An Silvester 1998/99 spielten sie das erste Mal zusammen in Stockach.
Im April 1999 spielte die Band einen Showcase, worauf sie Angebote von mehreren Plattenlabels erhielt. Im Juni 1999 folgte ein Vertrag bei Virgin Records, und im Mai 2000 erschien ihr Debütalbum Tuesday, das Platz 5 der deutschen Charts erreichte. Die erste daraus ausgekoppelte Single Supergirl stieg in den deutschen Charts bis auf Platz 4. Reamonn traten im Vorprogramm der Guano Apes sowie von HIM, a-ha und Robbie Williams auf. Im Jahr 2000 gab die Band über 200 ausverkaufte Konzerte, zum Teil auch im Ausland. Die beiden nachfolgenden Alben Dream No. 7 und Beautiful Sky erreichten Gold- und Platinstatus.
2001 hatte Reamonn einen Gastauftritt in dem deutschen Kinofilm Mondscheintarif nach dem Bestseller von Ildikó von Kürthy, zu dem sie die Single Weep beisteuerten. Die Band arbeitete im selben Jahr mit Jam & Spoon und Xavier Naidoo zusammen und trat in dessen Vorprogramm auf. Im folgenden Jahr trug Reamonn die Titelmusik zur ProSieben-Fernsehproduktion Fort Boyard mit einer Coverversion von In Zaire – Place of No Return bei. Im Februar 2006 wechselte die Band die Plattenfirma und stand nun bei Universal Music unter Vertrag. Im April 2006 erschien das fünfte Album Wish. Wegen gesundheitlicher Probleme Garveys, der sich einer Operation an den Stimmbändern unterziehen musste, wurde die für 2006 geplante Wish-Tour auf Anfang 2007 verschoben.
Im Mai 2007 erschien ein Live-Mitschnitt des Konzertes in Oberhausen unter dem Titel Wish Live auf CD und DVD. Im September 2008 hatte die Band einen Auftritt in dem 120-Einwohner-Dorf Walkersbach in Bayern. Das Dorf hatte die Band in einem Wettbewerb des Hörfunksenders Bayern 3 gewonnen. Zu dem kostenlosen Konzert kamen rund 15.000 Besucher. Im November 2008 erschien das sechste Album Reamonn. Die erste Singleauskopplung Through the Eyes of a Child erreichte Platz 6 der deutschen Charts.
Im Januar 2009 veranstalteten sie eine Aktion mit dem Radiosender SWR3. 80 SWR3-Hörer konnten eine Reise nach Irland zusammen mit der Band gewinnen.

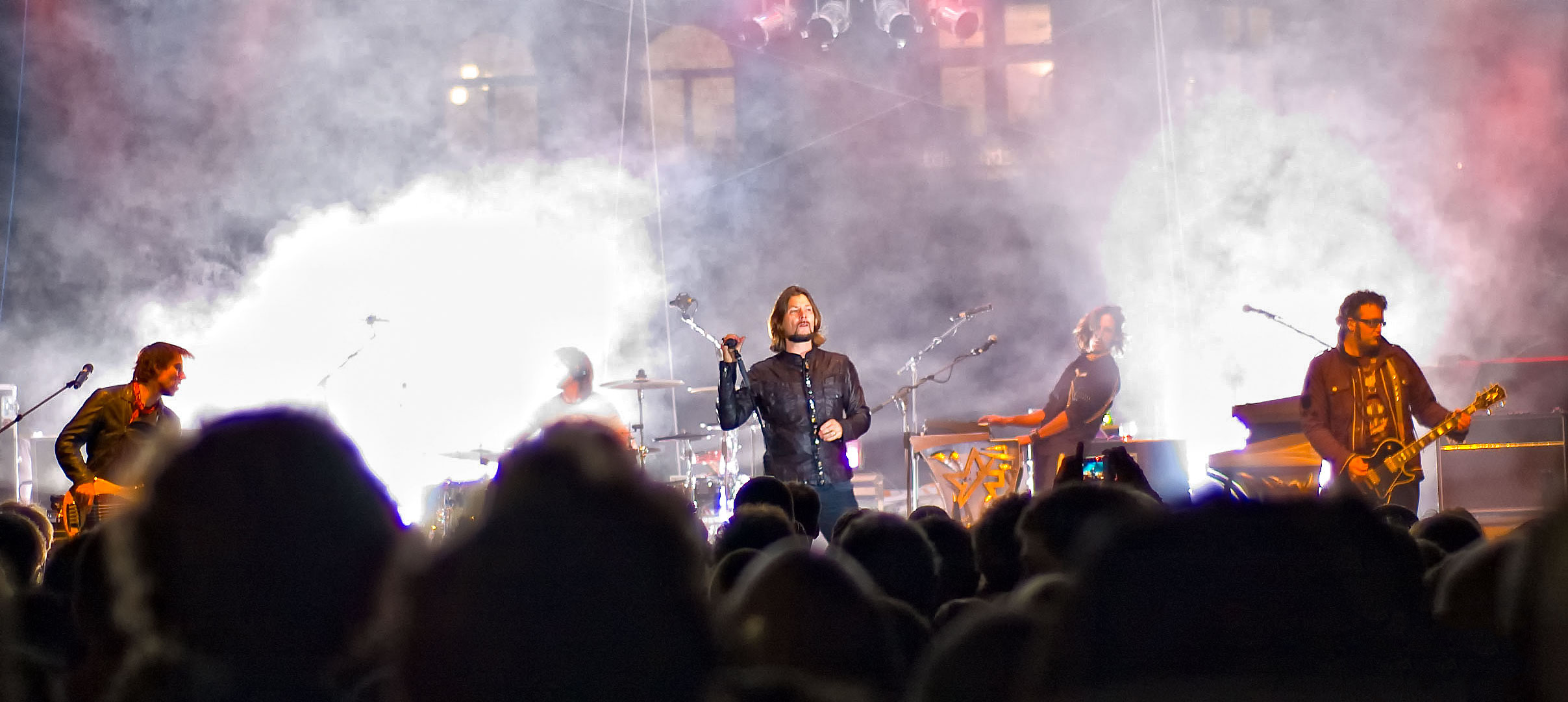
Reamonn (2009)

Ende August 2010 wurde bekannt, dass Reamonn sich nach elf Jahren trennen würden. Das Best-of-Album Eleven, auf dem auch drei neue Songs enthalten sind, war die letzte Veröffentlichung. Ihr letztes Konzert gaben Reamonn am 6. November 2010 auf der PV LIVE! auf dem Messegelände Hannover.
Rea Garvey konzentriert sich seitdem auf seine Solokarriere und brachte 2011 sein erstes Soloalbum Can’t Stand the Silence heraus. Die übrigen Bandmitglieder haben mit dem ehemaligen Sänger der Band Vivid, Thomas Hanreich, die Gruppe Stereolove gegründet.

## Soziales Engagement
Reamonn engagierte sich in verschiedenen Projekten. Im Februar 2001 reisten Garvey, Rauenbusch und Bossert mit der UNESCO-Sonderbotschafterin Ute-Henriette Ohoven nach Minsk und überreichten dort dem Kinderkrebskrankenhaus einen Scheck von über 120.000 DM.
Im selben Jahr erschien eine Coverversion von Falcos Jeanny, die Reamonn zusammen mit Xavier Naidoo aufgenommen hat. Der Erlös dieser Version geht an die von Reamonn gegründete Stiftung Saving an Angel, die missbrauchten Kindern hilft. Im Juli 2007 spendete die Gruppe 20.000 Euro an die Kindernothilfe in Duisburg.
Außerdem trat Reamonn regelmäßig auf Benefizkonzerten auf; bei Alive and Swinging waren sie ebenso dabei wie bei Live 8. Weiterhin unterstützten sie diverse Aktionen gegen rechte Gewalt und halfen mit ihrem Plattenlabel CMC jungen Nachwuchsbands. Im Juli 2007 traten sie für den Klimaschutz bei Al Gores Live-Earth-Konzert in Hamburg auf. Im Oktober 2008 traten Reamonn im Vorfeld der Rede von Barack Obama an der Berliner Siegessäule vor 200.000 Menschen auf.

## Diskografie
Studioalben

| Jahr | Titel Musiklabel                   | Höchstplatzierung, Gesamtwochen, AuszeichnungChartplatzierungen (Jahr, Titel, Musiklabel, Platzierungen, Wochen, Auszeichnungen, Anmerkungen) | Höchstplatzierung, Gesamtwochen, AuszeichnungChartplatzierungen (Jahr, Titel, Musiklabel, Platzierungen, Wochen, Auszeichnungen, Anmerkungen) | Höchstplatzierung, Gesamtwochen, AuszeichnungChartplatzierungen (Jahr, Titel, Musiklabel, Platzierungen, Wochen, Auszeichnungen, Anmerkungen) | Anmerkungen                                                |
| Jahr | Titel Musiklabel                   | DE | AT | CH | Anmerkungen                                                |
| ---- | ---------------------------------- | --- | --- | --- | ---------------------------------------------------------- |
| 2000 | Tuesday Virgin Records (EMI)       | DE5 Gold · (39 Wo.)DE | AT10 (17 Wo.)AT | — | Erstveröffentlichung: 26. Mai 2000 Verkäufe: + 150.000     |
| 2001 | Dream No.7 Virgin Records (EMI)    | DE6 (13 Wo.)DE | AT37 (4 Wo.)AT | CH26 (7 Wo.)CH | Erstveröffentlichung: 3. September 2001                    |
| 2003 | Beautiful Sky Virgin Records (EMI) | DE3 Platin · (65 Wo.)DE | AT39 (25 Wo.)AT | CH16 (55 Wo.)CH | Erstveröffentlichung: 23. Mai 2003 Verkäufe: + 220.000     |
| 2006 | Wish Island Records (UMG)          | DE2 Platin · (55 Wo.)DE | AT13 (15 Wo.)AT | CH2 (33 Wo.)CH | Erstveröffentlichung: 21. April 2006 Verkäufe: + 207.500   |
| 2008 | Reamonn Island Records (UMG)       | DE2 ×3Dreifachgold · (43 Wo.)DE | AT9 (15 Wo.)AT | CH7 Gold · (23 Wo.)CH | Erstveröffentlichung: 7. November 2008 Verkäufe: + 315.000 |

## Tourneen
- 2000: Tuesday-Tour
- 2001: Life-Is-a-Dream-Tour
- 2003: Guinness-Irish-Pub-Tour
- 2004: Beautiful-Sky-Tour
- 2007: Wish-Tour
- 2009: The-Million-Miles-Tour
- 2010: Eleven-Tour

## Auszeichnungen
- 1 Live Krone
  - 2000: Bester Newcomer
  - 2001: Beste Band
  - 2003: Bestes Album (Beautiful Sky)